# HMS Avon Vale (L06)
HMS Avon Vale (L06) là một tàu khu trục hộ tống lớp Hunt Kiểu II của Hải quân Hoàng gia Anh Quốc được hạ thủy năm 1940 và đưa ra phục vụ vào năm 1941. Nó đã hoạt động cho đến hết Chiến tranh Thế giới thứ hai, cho đến khi xuất biên chế năm 1945 và bị bán để tháo dỡ năm 1958.

## Thiết kế và chế tạo
Avon Vale thuộc vào số 33 chiếc tàu khu trục lớp Hunt nhóm II, có mạn tàu rộng hơn nhóm I, tạo độ ổn định cho một tháp pháo QF 4 in (100 mm) Mark XVI nòng đôi thứ ba, cũng như cho phép tăng số lượng mìn sâu mang theo từ 40 lên 110.
Avon Vale được đặt hàng cho hãng John Brown Shipbuilding & Engineering Company Ltd vào ngày 20 tháng 12 năm 1939 và được đặt lườn tại xưởng tàu Clydebank, Scotland vào ngày 12 tháng 2 năm 1940. Nó được hạ thủy vào ngày 23 tháng 10 năm 1940 và nhập biên chế vào ngày 17 tháng 2 năm 1941. Con tàu được cộng đồng dân cư Trowbridge tại Wiltshire đỡ đầu trong khuôn khổ cuộc vận động gây quỹ Tuần lễ Tàu chiến vào tháng 2 năm 1942.

## Lịch sử hoạt động

### 1941
Avon Vale bắt đầu phục vụ tại Khu vực Tiếp cận Tây Bắc; nó được chuẩn bị tại Scapa Flow cùng các tàu chiến thuộc Hạm đội Nhà trong tháng 3 năm 1941 trước khi được bố trí cùng Lực lượng biển Ireland để hộ tống các đoàn tàu vận tải trong vùng biển Ireland trong tháng 4. Sang tháng 5, nó được cử sang phục vụ tại khu vực Gibraltar, nơi nó cùng các tàu khu trục Eridge (L68) và Farndale (L70) hộ tống các đoàn tàu vận tải.
Vào tháng 7, trong khuôn khổ Chiến dịch Substance, Avon Vale được bố trí hộ tống GM1, một đoàn tàu vận tải băng qua khu vực Tây Địa Trung Hải để tăng viện cho Malta. Vào ngày 17 tháng 7, nó cùng các tàu khu trục Eridge, Farndale và Nestor (G02) gia nhập một đoàn tàu vận tải khác, WS9C, và cùng nhau hộ tống chiếc tàu chở quân Pasteur, hình thành nên Đoàn tàu GM1 đưa quân nhân đến Gibraltar trước khi vượt Địa Trung Hải đến Malta.
Vào ngày 20 tháng 7, Avon Vale khởi hành từ Gibraltar để gia nhập Lực lượng X như một tàu hộ tống, rồi băng qua eo biển Sicily để đi Malta cùng các tàu tuần dương hạng nhẹ Edinburgh (16), Manchester (15), Arethusa (26), tàu rải mìn Manxman (M70), các tàu khu trục Cossack (F03), Maori (F24), Sikh (F82), các tàu khu trục hình thành nên Lực lượng H tại Gibraltar, cũng như là Nestor, Eridge và Farndale. Vào ngày 23 tháng 7, đoàn tàu chịu đựng những đợt không kích của đối phương xuất phát từ các sân bay trên đảo Sardegna, khi Manchester và Fearless (H67) bị hư hại và phải rút lui khỏi chiến dịch.
Avon Vale được tách khỏi đoàn tàu để hộ tống cho Manchester bị hư hại rút lui về Gibraltar. Trong tháng 8, nó được bố trí hộ tống vận tải tại Gibraltar, nơi nó cùng các tàu khu trục Nestor, Broke (D83) và tàu sà-lúp Deptford (U53) hộ tống Đoàn tàu HG72 vào ngày 2 tháng 9, đi từ Gibraltar đến Liverpool. Sau đó nó được cử sang phục vụ tại khu vực Đông Địa Trung Hải, băng qua mũi Hảo Vọng và Ấn Độ Dương và gia nhập chi hạm đội khu trục tại Alexandria vào tháng 11. Nó được bố trí hỗ trợ các hoạt động phòng thủ tại Tobruk.
Vào ngày 27 tháng 11, Avon Vale được bố trí cùng tàu sà-lúp HMAS Parramatta (D55) để hộ tống cho chiếc tàu buôn SS Hanne chở đạn dược tiếp liệu đến Tobruk. Chúng bị tàu ngầm U-boat Đức U-559 tấn công, vốn đã phóng ngư lôi đánh chìm Parramatta. Avon Vale chỉ cứu được 12 người sống sót. Đến ngày 30 tháng 11, nó lại cùng tàu khu trục hộ tống Heythrop (L85) bảo vệ cho Đoàn tàu AT1 đi Tobruk, vốn bao gồm các tàu chở quân đổ bộ và chiếc tàu buôn SS Kirkland chở xăng dầu. Nó cùng Đoàn tàu AT1 đi đến Tobruk hai ngày sau đó, rồi cùng Farndale quay trở về từ Tobruk vào ngày 5 tháng 12 như Đoàn tàu TA1. Đoàn tàu bị máy bay đối phương không kích, đánh chìm chiếc tàu buôn SS Chakdina chở tù binh chiến tranh. Thiếu tướng Johann von Ravenstein nằm trong số những tù binh này, ông được chiếc Farndale giải cứu.

### 1942
Vào tháng 1 năm 1942, Avon Vale tiếp nối những hoạt động hỗ trợ tại Tubruk, rồi sang tháng 2 được bố trí cùng Eridge, Southwold (L10), Beaufort (L14), Dulverton (L63), Hurworth (L28) và Heythrop để làm nhiệm vụ hộ tống vận tải tại khu vực Đông Địa Trung Hải. Vào ngày 12 tháng 2, nó cùng tàu tuần dương Carlisle (D67) và các tàu khu trục Lance, Heythrop và Eridge hộ tống cho Đoàn tàu MW9A, vốn bị đối phương không kích nặng nề và kéo dài trong ngày 13 tháng 2.
Vào ngày 20 tháng 3, Avon Vale tham gia thành phần hộ tống cho Đoàn tàu MW10 đi Malta, vốn bao gồm Carlisle và các tàu chiến thuộc Chi hạm đội Khu trục 5, và được yểu trợ từ xa bởi các tàu tuần dương và khu trục thuộc Hạm đội Địa Trung Hải. Vào ngày 22 tháng 3, đoàn tàu vận tải bị máy bay ném bom bổ nhào đối phương tấn công, cũng như có nguy cơ đụng độ với lực lượng tàu nổi của Hải quân Ý vốn bao gồm thiết giáp hạm Littorio và ba tàu tuần dương. Avon Vale chịu hư hại trong các đợt không kích cũng như bởi một vụ va chạm. Trong khuôn khổ Trận Sirte thứ hai, việc tập trung lực lượng yểm trợ đã ngăn được sự can thiệp của hạm tàu nổi đối phương. Đến ngày 29 tháng 3, Avon Vale được quyết định cho quay trở về Anh để sửa chữa. Nó tham gia hộ tống tàu tuần dương HMS Aurora bị hư hại trong chuyến đi từ Malta quay trở về Gibraltar; và sang tháng 4 đã rời Gibraltar đi Falmouth, đến nơi nó được sửa chữa trong một ụ tàu tư nhân.
Avon Vale được sửa chữa trong tháng 5 và tháng 6, chạy thử máy sau đại tu vào tháng 7, và sau khi hoàn tất tái trang bị được cử sang phục vụ cùng Khu vực Tiếp cận phía Tây, nơi nó bảo vệ các đoàn tàu vận tải đi lại về hướng Tây Phi. Trong tháng 8 và tháng 9, nó chuyển đến Freetown tiếp tục nhiệm vụ này. Từ tháng 10, chiếc tàu khu trục bắt đầu nhiệm vụ bảo vệ các đoàn tàu Đại Tây Dương từ căn cứ Freetown. Nó tham gia Đoàn tàu WS23 khởi hành từ Freetown vào ngày 20 tháng 10, cùng các tàu tuần dương HMS Durban, tàu buôn tuần dương vũ trang HMS Carthage và tàu khu trục Hy Lạp Kanaris (L35) trong thành phần hộ tống cho chuyến đi vượt qua mũi Hảo Vọng.
Vào ngày 23 tháng 10, Avon Vale tách khỏi Đoàn tàu WS23 và quay trở về Freetown sau khi được thay phiên bởi tàu tuần dương HMS Despatch và tàu xà-lúp HMS Milford. Nó sau đó được điều động sang Gibraltar hộ tống các đoàn tàu quân sự đang tập trung nhằm tham gia Chiến dịch Torch, cuộc đổ bộ của lực lượng Đồng Minh lên Bắc Phi. Vào ngày 8 tháng 11, nó tham gia Lực lượng Đặc nhiệm Hải quân Trung tâm để hỗ trợ cho cuộc đổ bộ lên Oran. Sau đó chiếc tàu khu trục được tách ra hộ tống các đoàn tàu vận tải, một vai trò kéo dài suốt tháng 12 nhằm hỗ trợ các hoạt động quân sự tại Bắc Phi.

### 1943
Vào tháng 1, 1943, Avon Vale được điều sang Đội khu trục 59, tham gia cùng các tàu khu trục hộ tống chị em Calpe (L71), Farndale và Puckeridge (L108) tại Gibraltar để làm nhiệm vụ hộ tống vận tải tại khu vực Tây Địa Trung Hải. Vào ngày 29 tháng 1, nó bị hư hại nặng do trúng một quả ngư lôi phóng từ máy bay, phá hủy hầu hết cấu trúc mũi tàu. Phần còn lại của con tàu được tàu chị em Bicester (L34) kéo quay trở lại Gibraltar, nơi nó được sửa chữa tạm thời trong tháng 2 nhằm đảm bảo an toàn khi sẽ được tiếp tục kéo quay trở về Anh. Tuy nhiên chuyến đi bị trì hoãn do không có đoàn tàu nào thích hợp, và con tàu tiếp tục ở lại Gibraltar cho đến ngày 25 tháng 6, khi nó được kéo về Anh trong khuôn khổ Đoàn tàu MKS15.
Avon Vale về đến Anh vào ngày 7 tháng 7, và bắt đầu được sửa chữa tại Xưởng tàu Chatham từ ngày 22 tháng 7. Công việc sửa chữa kéo dài suốt từ tháng 8 đến tháng 12, khi toàn bộ cấu trúc phía trước con tàu được chế tạo mới hoàn toàn. Từ tháng 1 đến tháng 3, 1944. Con tàu được tái trang bị, và được đề cử để chuyển giao cho Hải quân Hoàng gia Hy Lạp, dự định sẽ đổi tên thành HHnMS Aegaion. Tuy nhiên việc chuyển giao đã không được thực hiện do những vụ binh biến của thủy thủ Hy Lạp trên các con tàu Hải quân Hoàng gia tại Alexandria.

### 1944
Avon Vale chạy thử máy sau sửa chữa, hoàn tất vào ngày 14 tháng 4, 1944, rồi sang tháng 5 bắt đầu phục vụ hộ tống các đoàn tàu vận tải tập trung lực lượng chuẩn bị cho cuộc Đổ bộ Normandy. Vào ngày 6 tháng 6, nó được bố trí trong thành phần Lực lượng X tại Portsmouth, khởi hành từ Solent để hộ tống cho Đoàn tàu L1 xuất phát từ Nore. Lực lượng hộ tống còn bao gồm tàu đánh cá vũ trang HMS Damsay và Chi hạm đội Quét mìn 143.
Vào tháng 7, Avon Vale được bố trí vận tải, và sang tháng 8 nó lại được sửa chữa tại một xưởng tàu tư nhân tại Tyne, trước khi được cử sang phục vụ cùng Chi hạm đội Khu trục 22 tại Địa Trung Hải. Sau khi gia nhập chi hạm đội tại Alexandria, nó tham gia các hoạt động tại khu vực Đông Địa Trung Hải vào tháng 9, chiếm đóng nhiều đảo tại đây sau khi Ý đầu hàng. Sau đó nó chuyển sang khu vực biển Adriatic để hộ tống vận tải, tuần tra và hỗ trợ các chiến dịch trên bộ. Đang khi hoạt động cùng tàu chị em Wheatland (L122) vào ngày 1 tháng 11, nó đụng độ với một lực lượng tàu nổi đối phương về phía Nam đảo Lussino, Croatia, đánh chìm tàu phóng lôi Đức TA-20 cùng các tàu corvette UJ202 (Heinz Trautwein) và UJ208 (Klaus Wenke), cứu vớt được tổng cộng 90 người sống sót từ ba chiếc tàu chiến Đức. Sang tháng 12, chiếc tàu khu trục được dự định sẽ đề cử sang hoạt động tại Viễn Đông sau khi được tái trang bị tại Anh.

### 1945
Vào tháng 1, 1945, Avon Vale gia nhập Chi hạm đội Khu trục 16 đặt căn cứ tại Harwich, chờ đợi để được tái trang bị và đại tu tại cảng Taranto, Ý. Việc sửa chữa kéo dài từ tháng 3 đến tháng 5, và sau khi hoàn tất con tàu quay trở về Anh chuẩn bị nhân sự cho việc phục vụ kéo dài tại Viễn Đông trong tháng 6. Nó lên đường đi Địa Trung Hải vào tháng 7, nhưng sang tháng 8 việc điều động bị hủy bỏ do Nhật Bản đã chấp nhận đầu hàng kết thúc Thế Chiến II, và nó quay trở về Anh.

### Sau chiến tranh
Avon Vale được cho ngừng hoạt động tại Devonport, và đưa về thành phần dự bị tại Plymouth vào ngày 10 tháng 12, 1945. Con tàu được chuyển sang Hạm đội Dự bị Sheerness sau khi được tái trang bị tại Sheerness vào năm 1949, rồi được chuyển đến Hartlepool cho đến khi được đưa vào Danh sách loại bỏ. Chiếc tàu khu trục được bán cho hãng BISCO vào năm 1958 để tháo dỡ, và được tháo dỡ bởi hãng TA Young tại Sunderland từ ngày 15 tháng 5, 1958.